# (3811) Karma
(3811) Karma (1953 TH) planetoida z pasa głównego asteroid okrążająca Słońce w ciągu 4,14 lat w średniej odległości 2,58 j.a. Odkryła ją Liisi Oterma 13 października 1953 roku.